# Cyberpunk 2077: Травма Тім
«Cyberpunk 2077: Травма Тім» (англ. «Cyberpunk 2077: Trauma Team») — серія коміксів, видана американським видавництвом Dark Horse Comics, дія якої відбувається у світі відеогри Cyberpunk 2077. Вона була вперше опублікована у вересні 2020 року, сценаристом є Каллен Банн, а художником — Міґель Вальдеррама.

## Сюжет
Дія графічного роману розгортається у 2077 році, у центрі сюжету — Надя, парамедикиня приватної та сильно мілітаризованої медичної компанії «Травма Тім Інтернешнл». Коли в перестрілці гине решта її команди, Надя погоджується продовжити роботу в компанії.

## Випуск
«Cyberpunk 2077: Травма Тім» була створена Dark Horse Comics у партнерстві з CD Projekt Red, в тому ж сетинзі, що й відеогра Cyberpunk 2077 від CD Projekt. Автором коміксу став Каллен Банн (який раніше писав комікси про Людей-Ікс для Marvel Comics), ілюстрації намалював Міґель Вальдеррама, розфарбував Джейсон Ворді, а написи зробив Френк Цветковіч.
Перший анонс коміксу з'явився на офіційному акаунті Cyberpunk 2077 у Twitter 21 червня 2020 року, через кілька днів після підтвердження того, що дата релізу Cyberpunk 2077 буде перенесена з 17 вересня на 19 листопада 2020 року.
Перший випуск серії вийшов 9 вересня 2020 року. Цей перший випуск також був доступний в обмеженому наборі, що містив альтернативну обкладинку та відповідну літографію художника Роберта Саммеліна. Перший том серії, що об'єднав чотири випуски, вийшов 9 лютого 2021 року.

## Українське видання
Комікс українською був виданий у 2022 році видавництвом Vovkulaka. Склад команди перекладу:
- Перекладачка: Софія Шуль
- Редакторка: Олена Лісевич
- Коректор: Олег Куліков
- Комп'ютерна верстка: Ігор Дунець
- Видавець: Ярослав Мішенов